# Houba-Brugmann
Houba-Brugmann – stacja metra w Brukseli, na linii 6. Znajduje się w gminie Laeken. Zlokalizowana jest pomiędzy stacjami Stuyvenbergh i Heysel/Heizel. Została otwarta 5 lipca 1985.